# Ovie Ejaria
Oviemuno "Ovie" Ejaria, né le 18 novembre 1997 à Southwark, est un footballeur anglais qui évolue au poste de milieu de terrain.

## Biographie

### En club
Né dans le Borough londonien de Southwark, Ovie Ejaria évolue dans les équipes de jeunes de l'Arsenal FC avant de rejoindre le Liverpool FC en juin 2014.
Le 20 septembre 2016, il participe à sa première rencontre au niveau professionnel à l'occasion d'un match de Coupe de la Ligue anglaise face à Derby County (victoire 0-3). Il prend part à huit rencontres avec les Reds au cours de la saison 2016-2017.
Le 31 janvier 2018, il est prêté pour six mois au Sunderland AFC. Il inscrit un but en onze matchs avec les Black Cats avant de retrouver Liverpool à la fin de la saison.
Le 7 juin 2018, Ejaria est de nouveau prêté, cette fois pour une durée d'une saison au Rangers FC. Ce prêt est cependant résilié le 15 décembre 2018 et Ejaria retourne à Liverpool après avoir pris part à vingt-huit matchs toutes compétitions confondues avec les Rangers.
Le milieu de terrain est par la suite envoyé en prêt pour six mois au Reading FC le 7 janvier 2019. Il inscrit un but en seize matchs avec Reading avant de réintégrer l'effectif des Reds à l'issue de la saison.
Il est de nouveau prêté à Reading, cette fois pour une saison, le 8 août 2019. Il participe à trente-neuf matchs avant d'être acheté par Reading le 28 août 2020.

### En équipe nationale
Ovie Ejaria participe à la Coupe du monde des moins de 20 ans 2017 avec la sélection anglaise. Il joue trois matchs lors de cette compétition que l'Angleterre remporte en battant le Venezuela en finale.
Le 24 mars 2018, il fait ses débuts pour l'équipe d'Angleterre espoirs lors d'un match amical contre la Roumanie.
Il fait partie des vingt joueurs sélectionnés en équipe d'Angleterre espoirs pour disputer le Festival international espoirs 2018. Il doit cependant déclarer forfait à la suite d'une blessure.

## Statistiques
| Saison                | Club                  | Championnat             | Championnat | Championnat | Coupe(s) nationale(s) | Coupe(s) nationale(s) | Compétition(s) continentale(s) | Compétition(s) continentale(s) | Compétition(s) continentale(s) | Total | Total |
| Saison                | Club                  | Division                | M.          | B.          | M.                    | B.                    | Comp.                          | M.                             | B.                             | M.    | B.    |
| 2016-2017             | Liverpool FC          | Premier League          | 2           | 0           | 6                     | 0                     | -                              | -                              | -                              | 8     | 0     |
| Sous-total            | Sous-total            | Sous-total              | 2           | 0           | 6                     | 0                     | -                              | -                              | -                              | 8     | 0     |
| 2017-2018             | Sunderland AFC (prêt) | Championship            | 11          | 1           | -                     | -                     | -                              | -                              | -                              | 11    | 1     |
| 2018-2019             | Rangers FC (prêt)     | Scottish Premier League | 14          | 1           | 3                     | 0                     | C3                             | 11                             | 1                              | 28    | 2     |
| 2018-2019             | Reading FC (prêt)     | Championship            | 16          | 1           | -                     | -                     | -                              | -                              | -                              | 16    | 1     |
| 2019-2020             | Reading FC (prêt)     | Championship            | 36          | 3           | 3                     | 0                     | -                              | -                              | -                              | 39    | 3     |
| 2020-2021             | Reading FC            | Championship            | 6           | 1           | -                     | -                     | -                              | -                              | -                              | 6     | 1     |
| Sous-total            | Sous-total            | Sous-total              | 83          | 7           | 6                     | 0                     | -                              | 11                             | 1                              | 100   | 8     |
| Total sur la carrière | Total sur la carrière | Total sur la carrière   | 85          | 7           | 12                    | 0                     | -                              | 11                             | 1                              | 108   | 8     |

## Palmarès

### En club
- Rangers FC
  - Vice-champion d'Écosse en 2019.

### En sélection
- Vainqueur de la Coupe du monde des moins de 20 ans en 2017.